# 木川馬氏
木川馬氏（モクチョンマし、もくせんばし、朝鮮語: 목천마씨）は、朝鮮の氏族の一つ。本貫は忠清南道天安市である。長興馬氏と同源同本である。2015年の調査では2,586人。
中国殷王朝に出自をもつ馬浣が箕子とともに朝鮮に入朝したことから、朝鮮の馬氏ははじまった。馬浣の子孫であり、百済を建国した馬黎が木川馬氏の始祖となる。

## 集姓村
- 全羅南道高興郡
- 全羅南道長興郡
- 全羅南道康津郡
- 慶尚北道義城郡
- 咸鏡北道吉州郡
- 咸鏡北道鶴城郡[3]